# Sea of Wonderland
「Sea of Wonderland」（シー・オブ・ワンダーランド）は、オーイシマサヨシの楽曲。8作目のデジタル配信限定シングルとして、2024年9月9日に各音楽配信サービスにてポニーキャニオンからリリースされた。

## 概要
前作の配信限定シングル『あとの祭り』から約1か月ぶりのリリースとなる。
本楽曲は、スマートフォン向けアプリゲーム『アズールレーン』の7周年記念ソングとして大石が書き下ろした楽曲となっており、9月8日に「アズールレーン 7th Anniversary Fes.」のステージで行われた「アズレン公式生放送DAY2 〜ゲーム外最新情報SP〜」にて初めて情報が明かされた。
2024年11月6日発売のシングル『ギャンブリングホール』にカップリング曲として収録される。

## 収録内容
| #         | タイトル              | 作詞・作曲 | 編曲          | 時間 |
| --------- | --------------------- | ---------- | ------------- | ---- |
| 1.        | 「Sea of Wonderland」 | 大石昌良   | 大石昌良、eba | 4:18 |
| 合計時間: | 合計時間:             | 合計時間:  | 合計時間:     | 4:18 |